# Saint-Léger-le-Guérétois
Saint-Léger-le-Guérétois – miejscowość i gmina we Francji, w regionie Nowa Akwitania, w departamencie Creuse.
Według danych na rok 1990 gminę zamieszkiwało 446 osób, a gęstość zaludnienia wynosiła 32 osoby/km² (wśród 747 gmin Limousin Saint-Léger-le-Guérétois plasuje się na 274. miejscu pod względem liczby ludności, natomiast pod względem powierzchni na miejscu 471.).